# Douglassville
Douglassville è un centro abitato degli Stati Uniti d'America, situato nella contea di Cass dello Stato del Texas.

## Geografia fisica
Douglassville è situata a 33°11′31″N 94°21′06″W.
Secondo lo United States Census Bureau, ha un'area totale di 6,3 miglia quadrate (16 km²).

## Società

### Evoluzione demografica
Secondo il censimento del 2000, c'erano 175 persone, 76 nuclei familiari, e 52 famiglie residenti nella città. La densità di popolazione era di 27,7 persone per miglio quadrato (10,7/km²). C'erano 87 unità abitative a una densità media di 13,8 per miglio quadrato (5,3/km²). La composizione etnica della città era formata dall'83,43% di bianchi, il 15,43% di afroamericani, lo 0,57% di nativi americani, e lo 0,57% di due o più etnie. Ispanici o latinos di qualunque razza erano lo 0,57% della popolazione.
C'erano 76 nuclei familiari di cui il 27,6% avevano figli di età inferiore ai 18 anni, il 57,9% erano coppie sposate conviventi, il 7,9% aveva un capofamiglia femmina senza marito, e il 30,3% erano non-famiglie. Il 30,3% di tutti i nuclei familiari erano individuali e il 15,8% aveva componenti con un'età di 65 anni o più che vivevano da soli. Il numero di componenti medio di un nucleo familiare era di 2,30 e quello di una famiglia era di 2,85.
La popolazione era composta dal 25,1% di persone sotto i 18 anni, il 3,4% di persone dai 18 ai 24 anni, il 29,7% di persone dai 25 ai 44 anni, il 20,6% di persone dai 45 ai 64 anni, e il 21,1% di persone di 65 anni o più. L'età media era di 41 anni. Per ogni 100 femmine c'erano 96,6 maschi. Per ogni 100 femmine dai 18 anni in giù, c'erano 87,1 maschi.
Il reddito medio di un nucleo familiare era di 37.188 dollari, e quello di una famiglia era di 48.750 dollari. I maschi avevano un reddito medio pro capite di 27.250 dollari contro i 26.875 dollari delle femmine. Il reddito medio pro capite era di 15.992 dollari. Circa il 3,7% delle famiglie e l'8.9% della popolazione erano sotto la soglia di povertà, incluso il 15,5% di persone sotto i 18 anni di età e il 3,8% di persone di 65 anni o più.